# Magrette

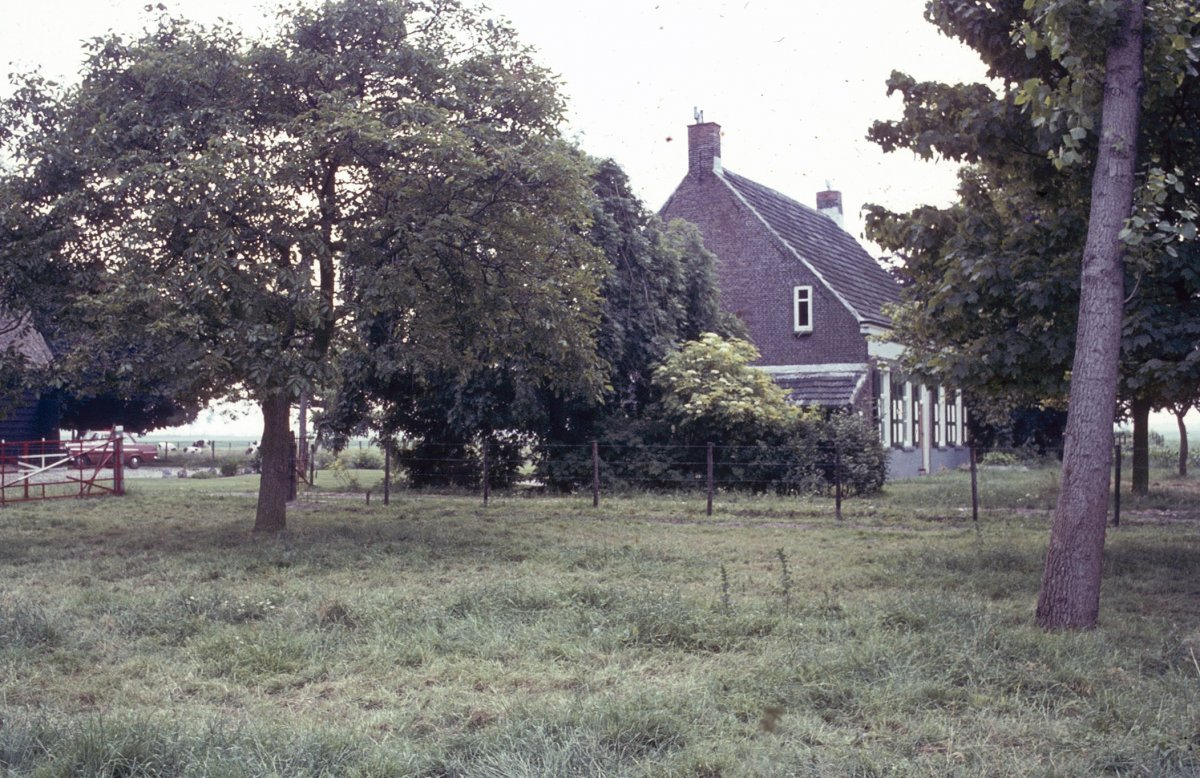
Woonhuis in Magrette

Magrette is een plaats in de gemeente Terneuzen in de Nederlandse provincie Zeeland. Deze buurtschap, in de regio Zeeuws-Vlaanderen, werd vroeger Margaret genoemd. Magrette ligt aan de "Magrette", een weg tussen Axel en Terneuzen, ongeveer een kilometer ten zuiden van Spui.
De buurtschap, die door de gemeente samen met Schapenbout tot Spui wordt gerekend, heeft een manege. Wat de overige voorzieningen betreft zijn de meeste inwoners afhankelijk van de omliggende steden en dorpen, met name Axel.